# Rhodostrophia intermedia
Rhodostrophia intermedia là một loài bướm đêm trong họ Geometridae.